# Ruf Automobile
La Ruf Automobile GmbH è una casa automobilistica tedesca. L'azienda è specializzata nello sviluppo, elaborazioni e tuning dei modelli Porsche. Quando l'originale arriva alla Casa, Ruf installa molti componenti di propria fabbricazione all'interno, modifica il motore aumentando così le prestazioni; per questo motivo la Ruf è riconosciuta dal governo tedesco come costruttore. La Ruf è soprattutto nota per il modello CTR, detto Yellowbird.

## Storia

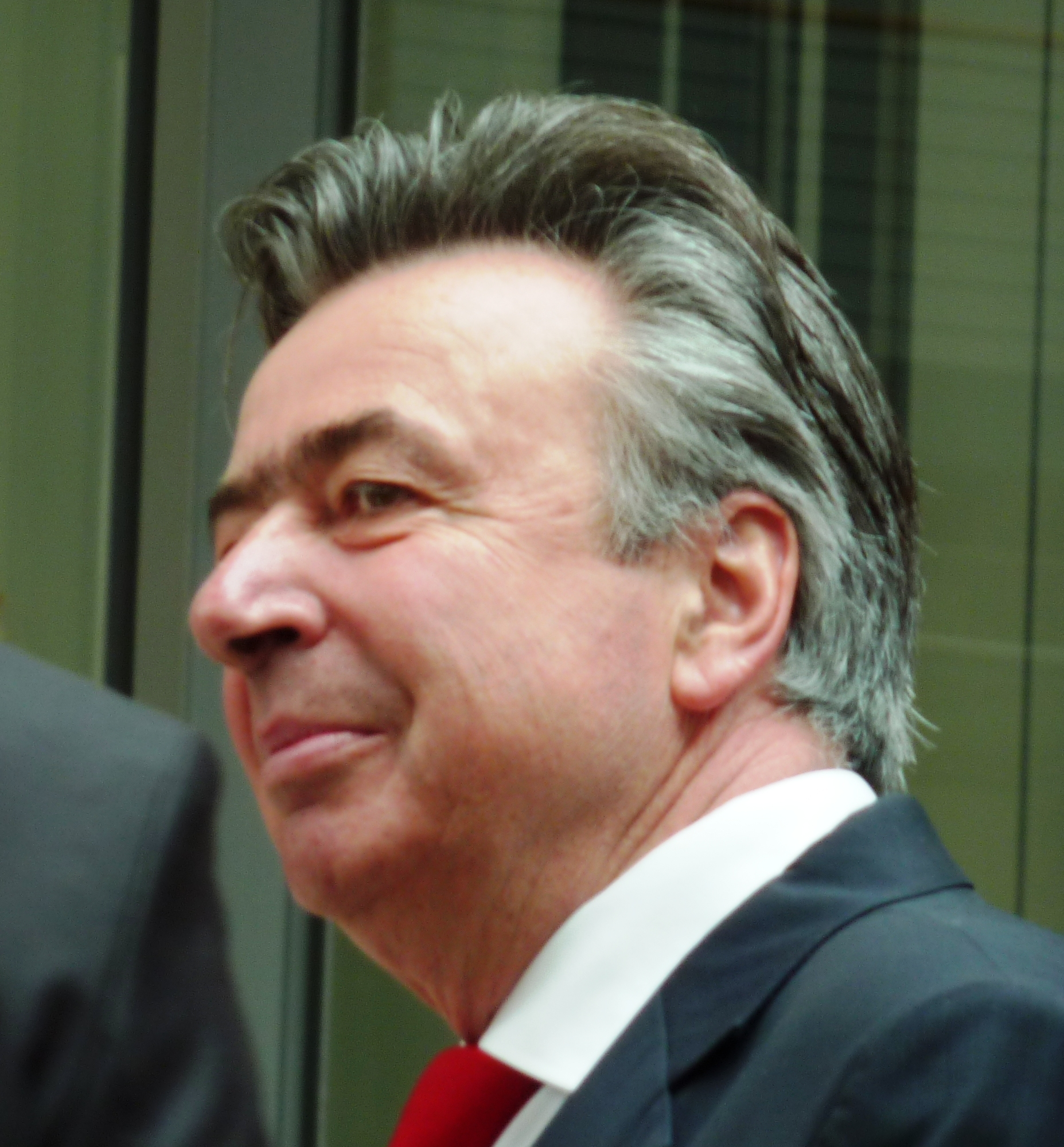
Alois Ruf nel giugno 2010

La compagnia fu fondata nel 1923 a Pfaffenhausen, da Alois Ruf Sr. come garage di servizio e fu addirittura estesa a stazione di rifornimento. La Ruf cominciò a sperimentare il design automobilistico alla fine degli anni quaranta, e nel 1955 disegnò e costruì un autobus che fu venduto in tutta la nazione. La reazione positiva che ricevette invitò Ruf a continuare la strada della produzione, e avviò una compagnia di costruzione di autobus.
Il figlio di Ruf, Alois Jr., fu molto influenzato dal lavoro del padre e nel 1960 cominciò a restaurare modelli Porsche nel garage di suo padre. Nel 1974, alla morte di Alois Sr., Ruf prese il controllo della compagnia e decise velocemente di abbandonare gli autobus per dedicarsi completamente alla modifica delle Porsche. Nel 1975 apparve sul mercato la prima Porsche modificata da Ruf.
Ma la Ruf debuttò effettivamente con un modello in piena regola solo nel 1977, con una Porsche 930 da 3,3 litri. L'anno successivo fu la volta di un altro modello, una 911 a motore aspirato naturalmente e capace di sviluppare 217 CV. Negli anni seguenti la Ruf si inserisce sempre di più nel mercato, arrivando a produrre modelli veloci ed estremi, come la CTR del 1987, che segnò il record di velocità per un'automobile in commercio e con la CTR2, uno dei modelli più veloci immatricolati per la circolazione stradale.
Nell'aprile 2007, la RUF ha lanciato la CTR 3 per celebrare i trent'anni della CTR e la nuova sede nel Bahrain.
Nel 2013, la RUF è stata acquistata dal gruppo Genii Capital, già proprietaria del Lotus F1 Team, la quale ha imposto come direttore Gerard Lopez.

## Prodotti

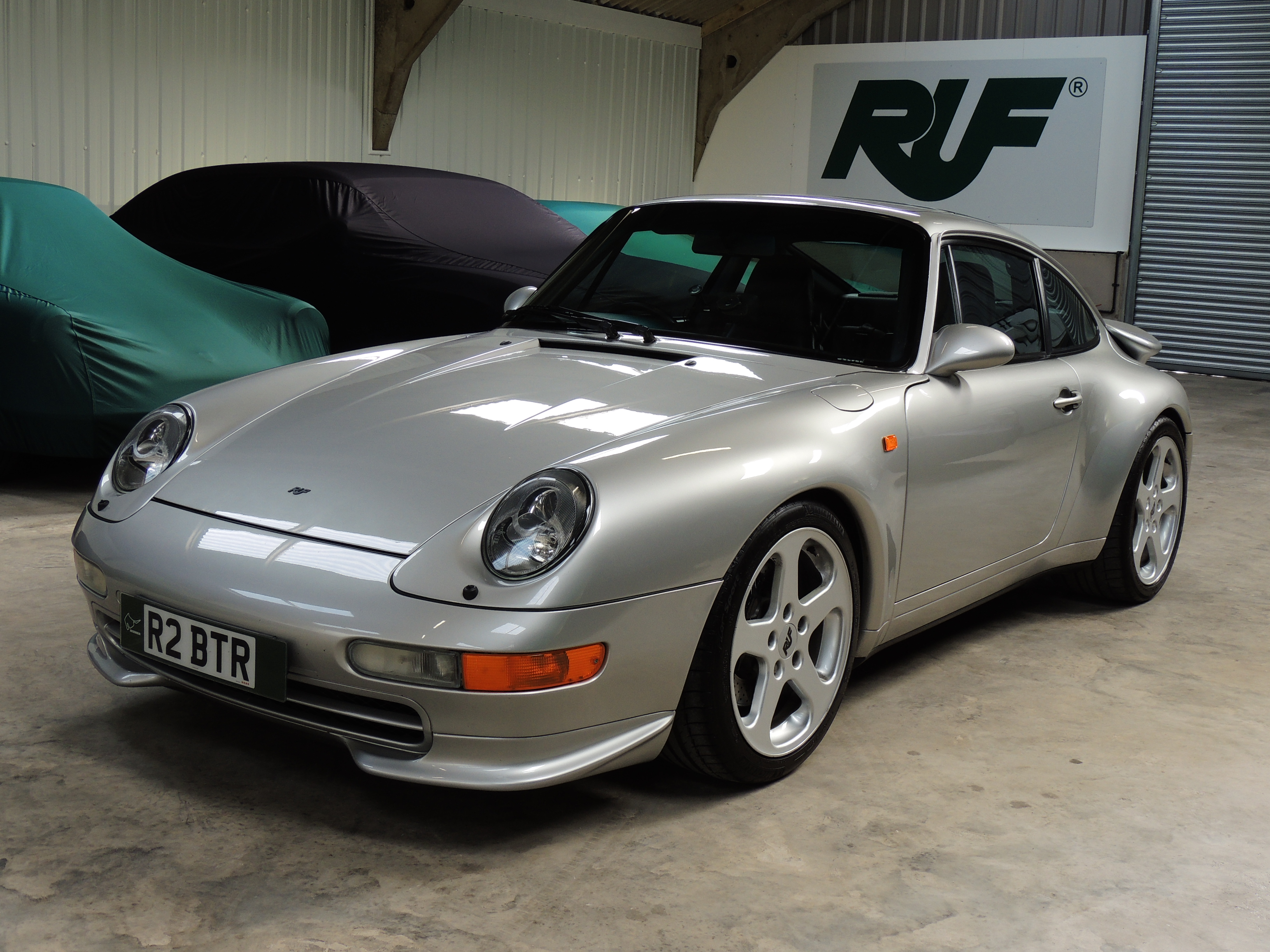
Una Ruf BTR2

### BTR2
Nel 1993, la Ruf, basandosi sulla Porsche 993, produsse la BTR2. È dotata di un motore boxer da 3600 cm³ sovralimentato con 2 turbo KKK. Tale configurazione le permette di erogare 420 CV a 590 N m sui 5000 giri/min. La velocità massima è di 307 km/h e passa da 0 a 100 km/h in 4,1 secondi. L'impianto frenante prevede ABS e freni autoventilati che permettono di arrestare la vettura in 34 metri alla velocità di 100 km/h. I cerchi in lega da 18 pollici montano pneumatici sportivi da 225/40 anteriormente e 285/30 posteriormente. Il cambio meccanico ha 6 marce. La vettura è equipaggiata con un differenziale a slittamento limitato. La trazione è posteriore.

### CTR2

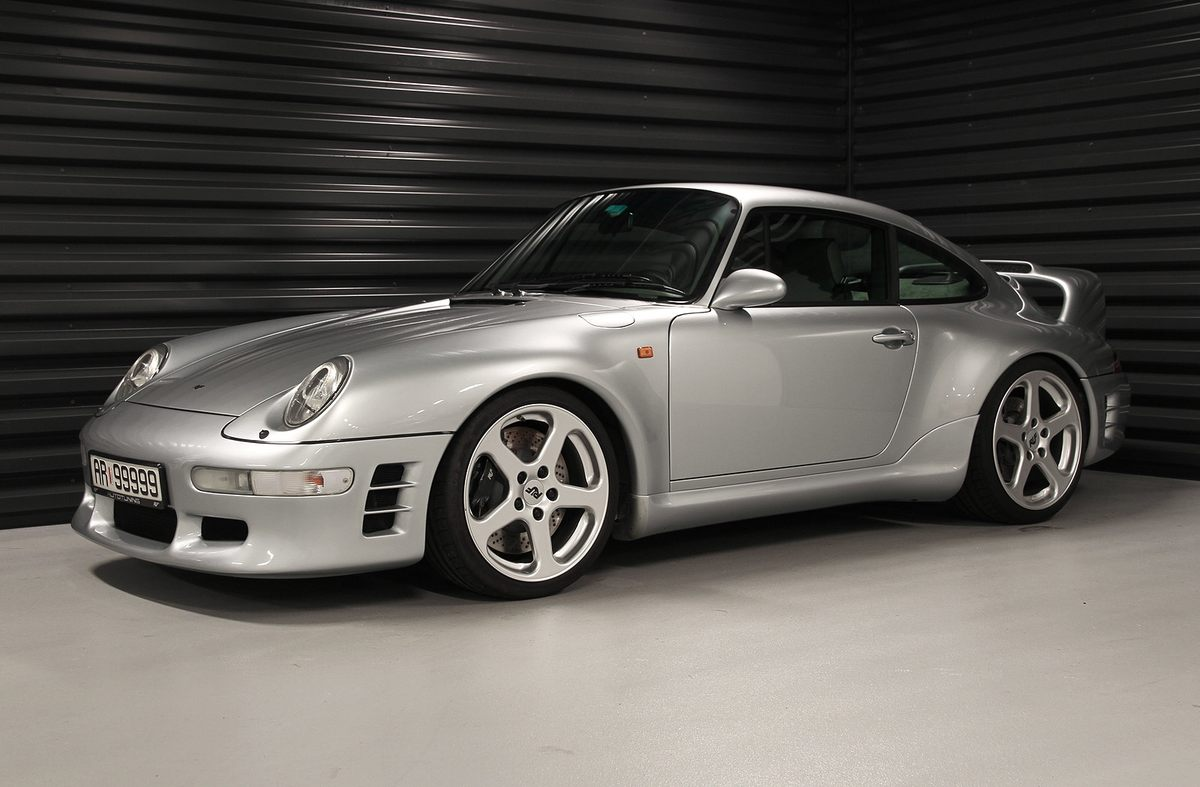
Una Ruf CTR2

La CTR2 è un'elaborazione della Porsche 911 Carrera prodotta dal 1995 al 1997. Il motore è un 6 cilindri boxer di 3,6 litri di cilindrata, raffreddato ad aria e sovralimentato mediante 2 turbocompressori KKK. Eroga una potenza massima di 520 CV e 685 N m di coppia motrice. L'alettone posteriore gestisce la deportanza e si occupa di convogliare l'aria nel motore.
Il cambio meccanico è a 6 rapporti. Le ruote posteriori sono governate da un differenziale a slittamento limitato. Alcuni modelli adottano la trazione integrale. L'auto passa da 0 a 100 km/h in 3,6 secondi, mentre la velocità massima è di 354 km/h. I cerchi sono in magnesio da 19 pollici. Tale vettura è la prima ad adottare freni con dischi sovradimensionati in carbonio per l'uso stradale. Gli pneumatici sono da 245/35 anteriormente e 285/30 posteriormente.

### CTR3

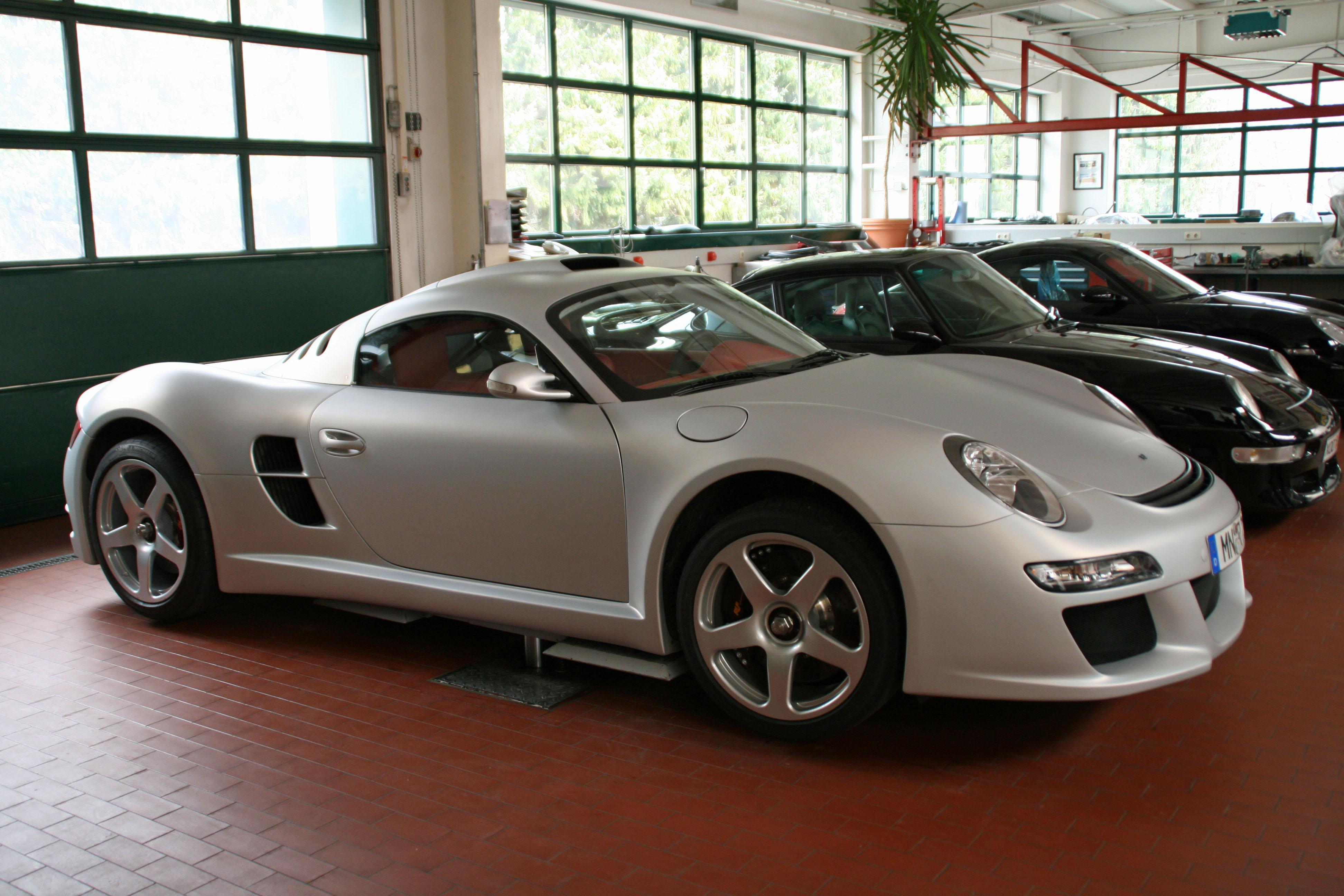
Una Ruf CTR3

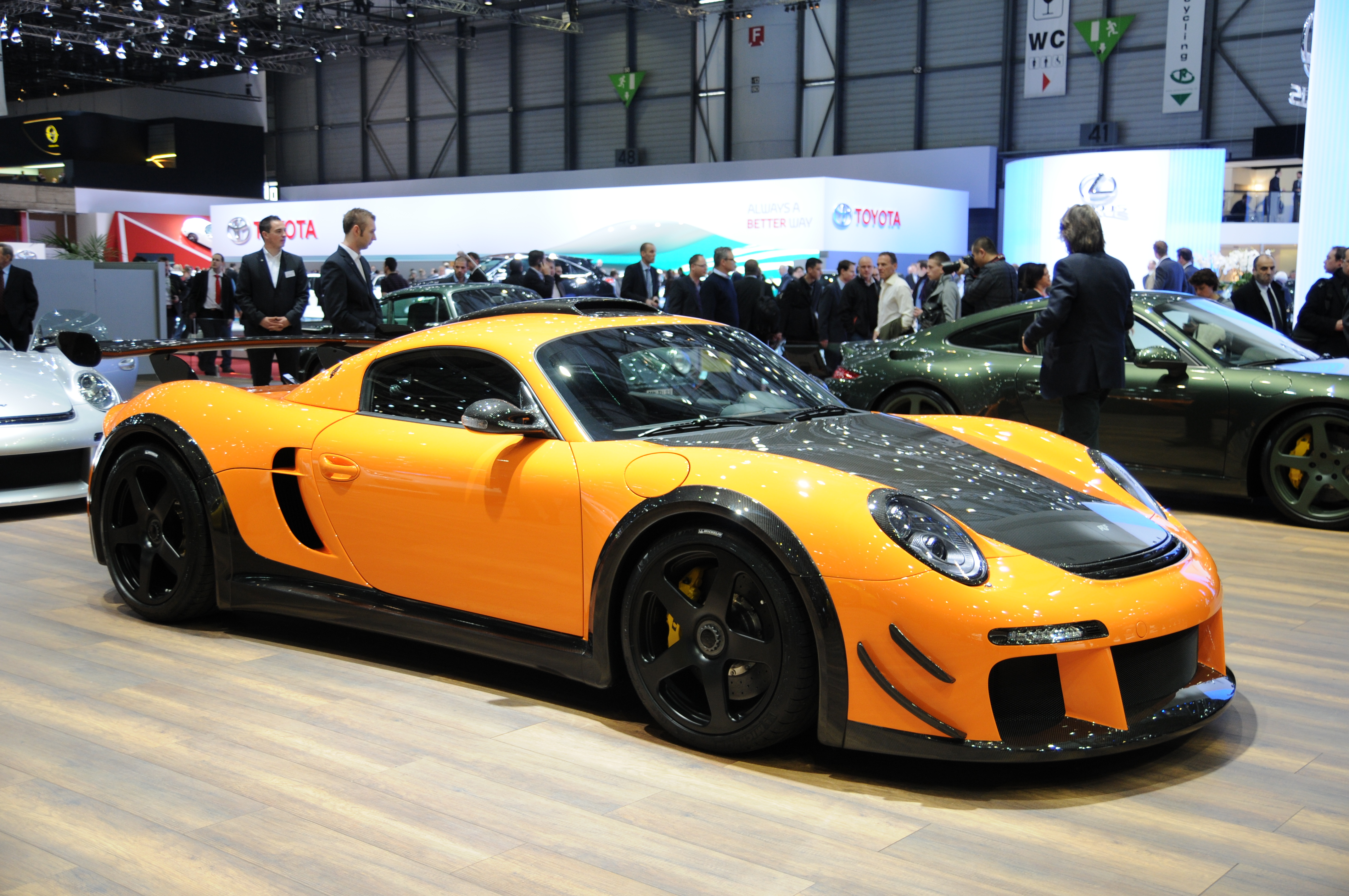
Una Ruf CTR3 Clubsport

Nel 2007, la Ruf ha presentato la terza generazione del modello CTR. Questa vettura è dotata di un propulsore sei cilindri boxer da 3,8 litri di cilindrata, sovralimentato con doppio turbocompressore, eroga una potenza massima di 700 CV mentre la coppia motrice raggiunge un picco di 890 Nm. Con questa configurazione, la vettura raggiunge i 360 km/h di punta massima.
Tale motore è stato aggiornato nel 2011 per erogare una potenza di 750 CV con 960 N m di coppia, portando la velocità massima a 380 km/h con accelerazione da 0 a 100 km/h in 3,2 secondi.
Di questo modello, presso il salone automobilistico di Ginevra del 2012, è stata presentata la versione Clubsport. Lo splitter anteriore, le minigonne laterali e l'alettone posteriore standard sono stati sostituiti con dei modelli realizzati in fibra di carbonio, mentre il motore è rimasto invariato rispetto all'auto originale.

### Rt 35

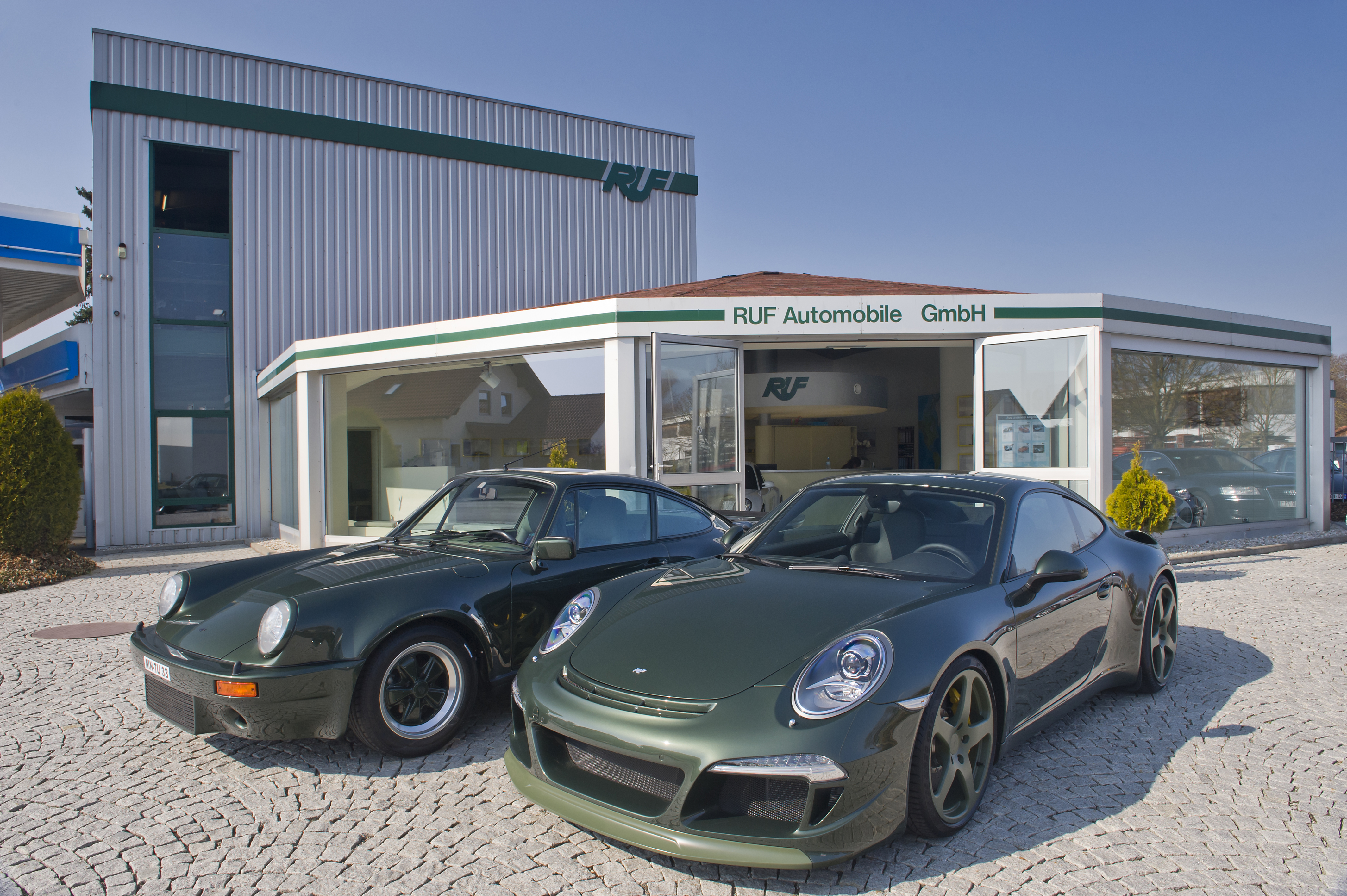
Una Ruf Rt 35

Presso il Salone dell'automobile di Ginevra 2013, la Ruf ha presentato la Rt 35, versione commemorativa dei 35 anni di attività della casa di elaborazioni tedesca. Basata sulla Porsche 991, è equipaggiata con un propulsore sei cilindri boxer da 3,8 litri di cilindrata sovralimentato mediante turbocompressore, eroga 630 CV a 6.500 giri/min. Tale motore, abbinato alla trazione posteriore, permette alla vettura di raggiungere i 330 km/h di velocità massima.

### CTR Yellow Bird

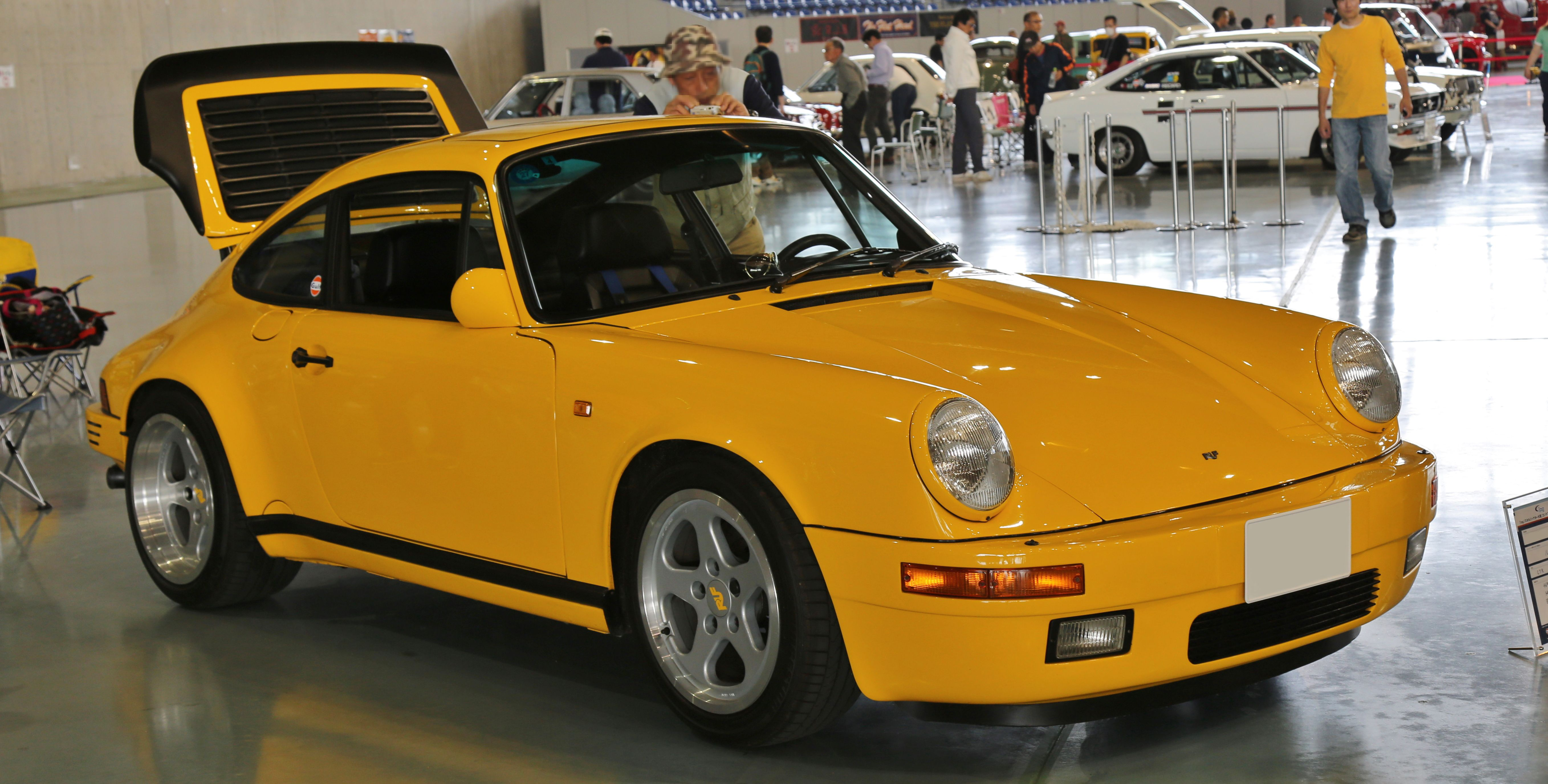
Una Ruf CTR Yellow Bird

Nel 1987, la Ruf realizzò una versione potenziata della 911. Denominata CTR (Gruppo C, T urbo R uf), venne poi soprannominata Yellow Bird per la sua velocità e per la carrozzeria di colore giallo acceso. Il telaio era stato alleggerito con l'adozione di numerose componenti in alluminio e paraurti in poliuretano, mentre il motore 3.2cc, che era stato potenziato fino ad ottenere una potenza di 469 CV, riusciva a spingere la vettura ad una velocità massima di 340 km/h, con un'accelerazione da 0 a 100 km/h in 3,7 secondi. Il cambio era manuale a 5 marce.

### RGT

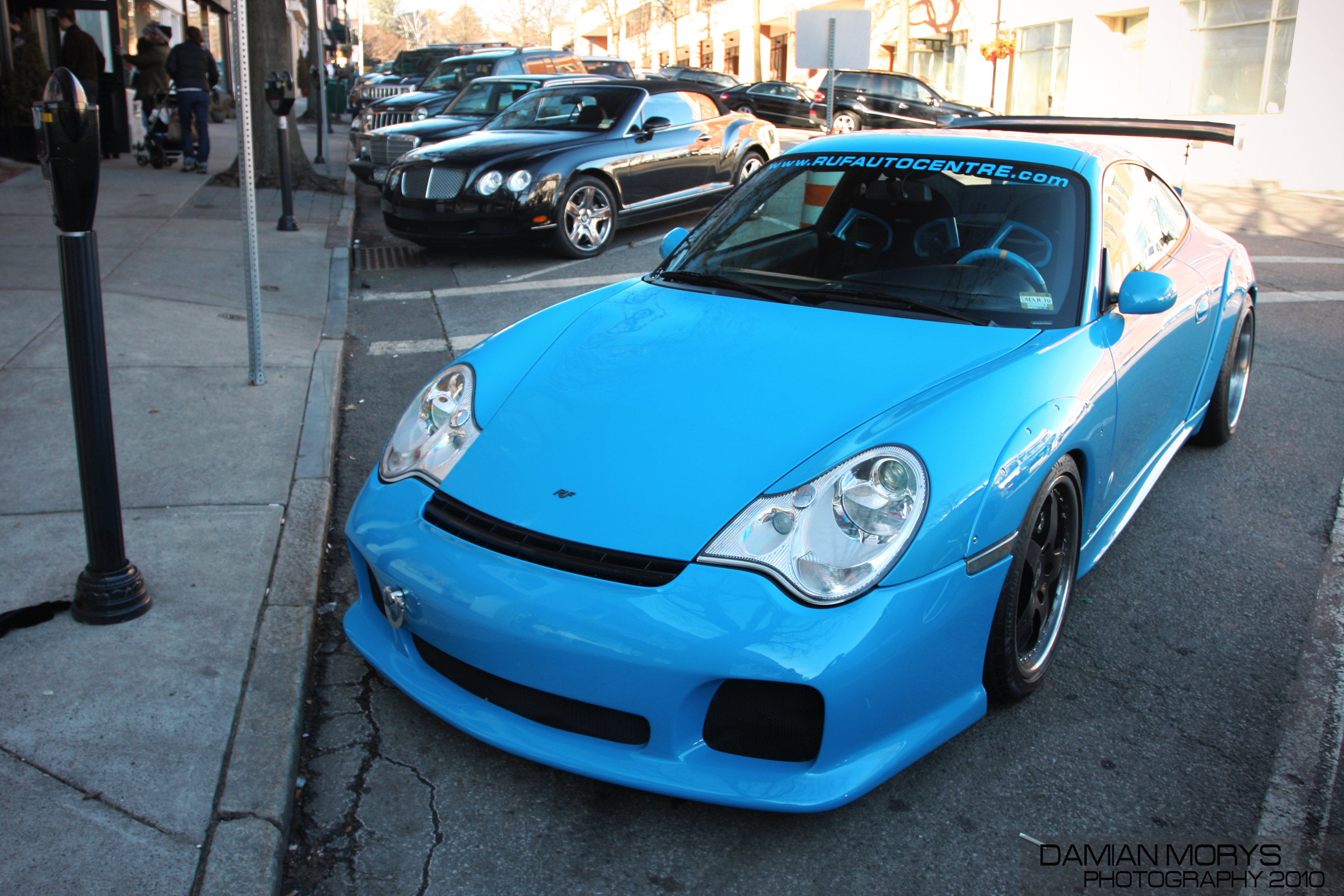
Una Ruf 996 RGT

La prima RGT venne introdotta nel 2000 ed era basata sul motore e sul telaio della Porsche 996. Il propulsore 3.6 era stato potenziato con nuovi scarichi, nuovi filtri dell'aria e rimappatura della centralina fino a 395 cv di potenza per renderlo capace di far accelerare la vettura da 0 a 100 km/h in 4,6 secondi, con velocità massima di 306 km/h. Inoltre, sono stati aggiunti diversi componenti aerodinamici per migliorare la linea della vettura.

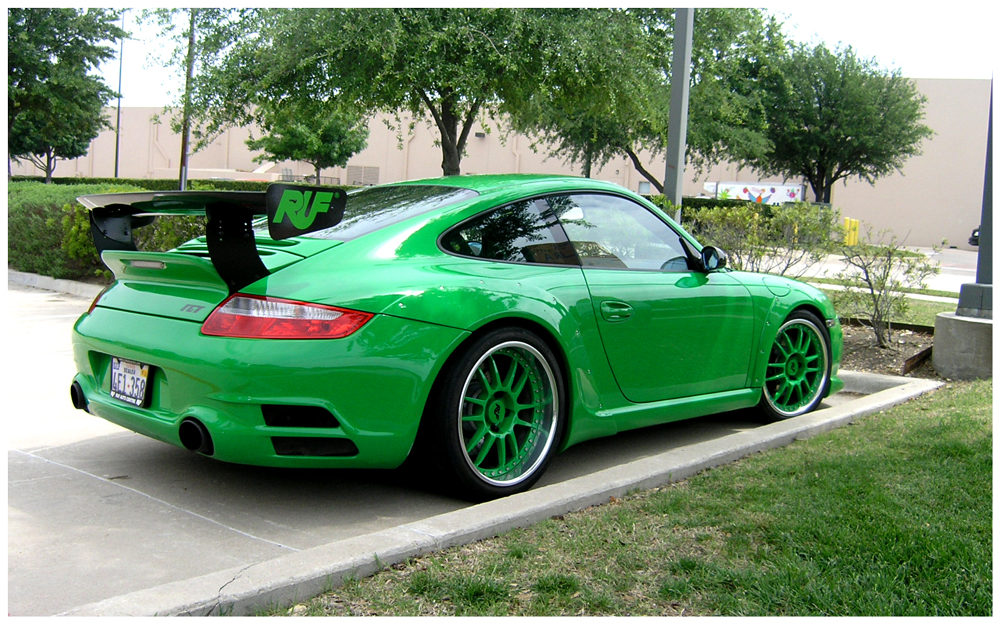
Una Ruf 997 RGT

La seconda serie venne lanciata nel 2004 basandosi sulla nuova Porsche 997. Molti componenti aerodinamici vennero sostituiti con versioni in fibra di carbonio per diminuire drasticamente il peso e migliorare al contempo l'aerodinamicità della vettura. Dagli interni vennero eliminati tutti gli elementi superflui e furono aggiunti ammortizzatori sportivi Bilstein e freni a disco Brembo. Il propulsore 3.8 venne potenziato a 445 CV con l'introduzione di un nuovo impianto di scarico, nuovi catalizzatori, nuovi filtri dell'aria e una rimappatura della centralina elettronica. Così configurata la vettura accelerava da 0 a 100 km/h in 4,2 secondi con velocità massima di 317 km/h.
Nel 2010 venne presentata presso il salone di Ginevra una versione potenziata della seconda serie della RGT. Denominata RGT-8, presenta numerose componenti della carrozzeria realizzate in fibra di carbonio e alluminio e l'aerodinamica complessiva è stata migliorata. L'originale propulsore boxer 6 cilindri 3.8 è stato sostituito con un V8 4.5 per aumentare la potenza complessiva e sono stati aggiunti freni in ceramica, un roll-cage e cerchioni forgiati da 19' avvolti da pneumatici Michelin Pilot Sport Cup.
Nel 2013 è stato svelato il nuovo aggiornamento della RGT-8 sempre presso il salone automobilistico ginevrino. Basata ora sulla Porsche 991, la vettura sfrutta ancora il propulsore V8 4.5 che ora eroga 560 CV di potenza e 500 Nm di coppia. La velocità massima è di 318 km/h.

### BTR

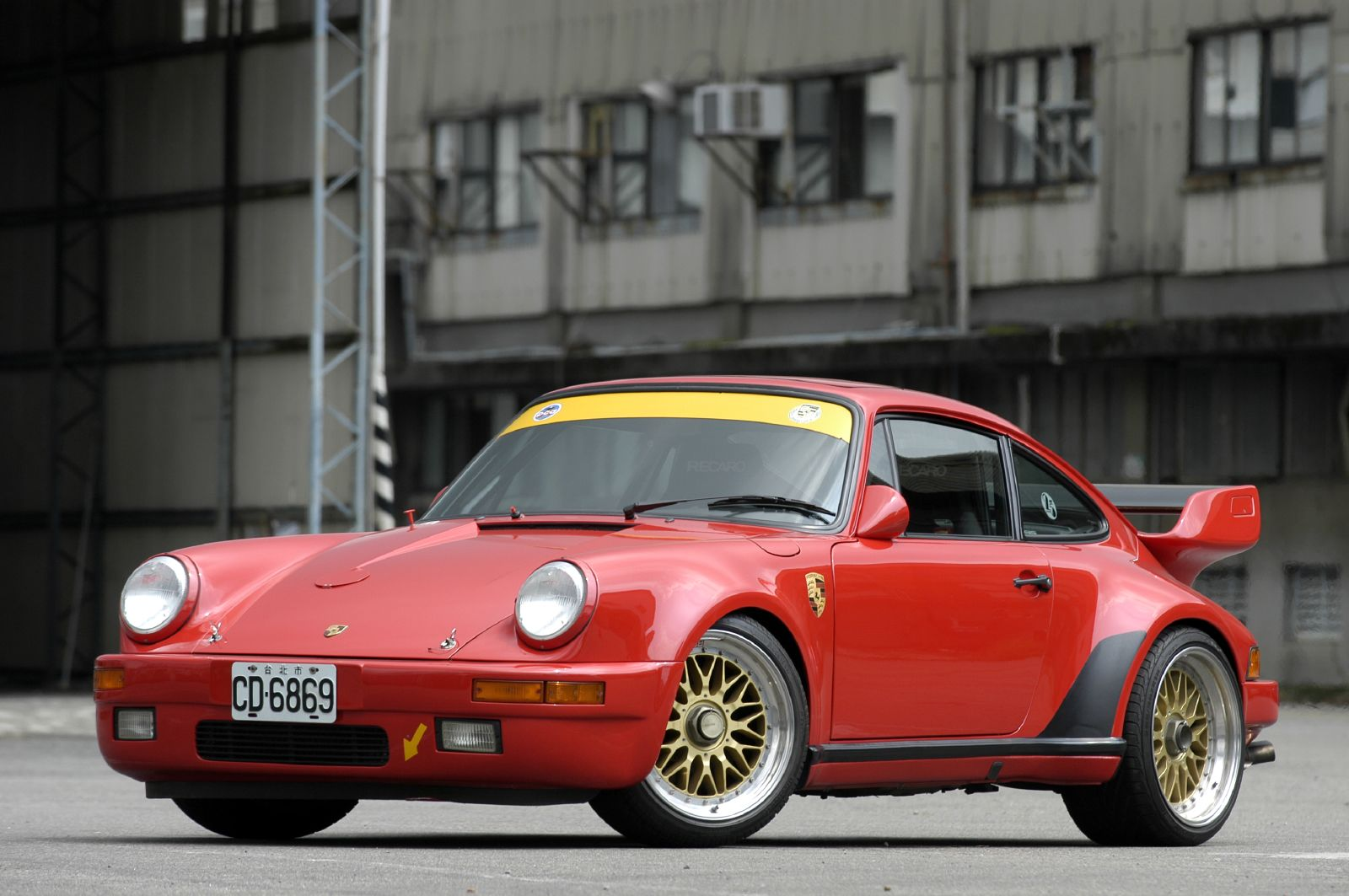
Una Ruf BTR

La BTR è stata costruita dalla Ruf nel 1983 basandosi sulla Porsche 930. Era dotata di un propulsore turbo 3.4 dalla potenza di 374 CV gestito da un cambio manuale a sei rapporti.

### Turbo R
La Turbo R era basata sulla Porsche 993 del 1998. Il propulsore ha subito un potenziamento che gli permette di erogare 490 CV di potenza.

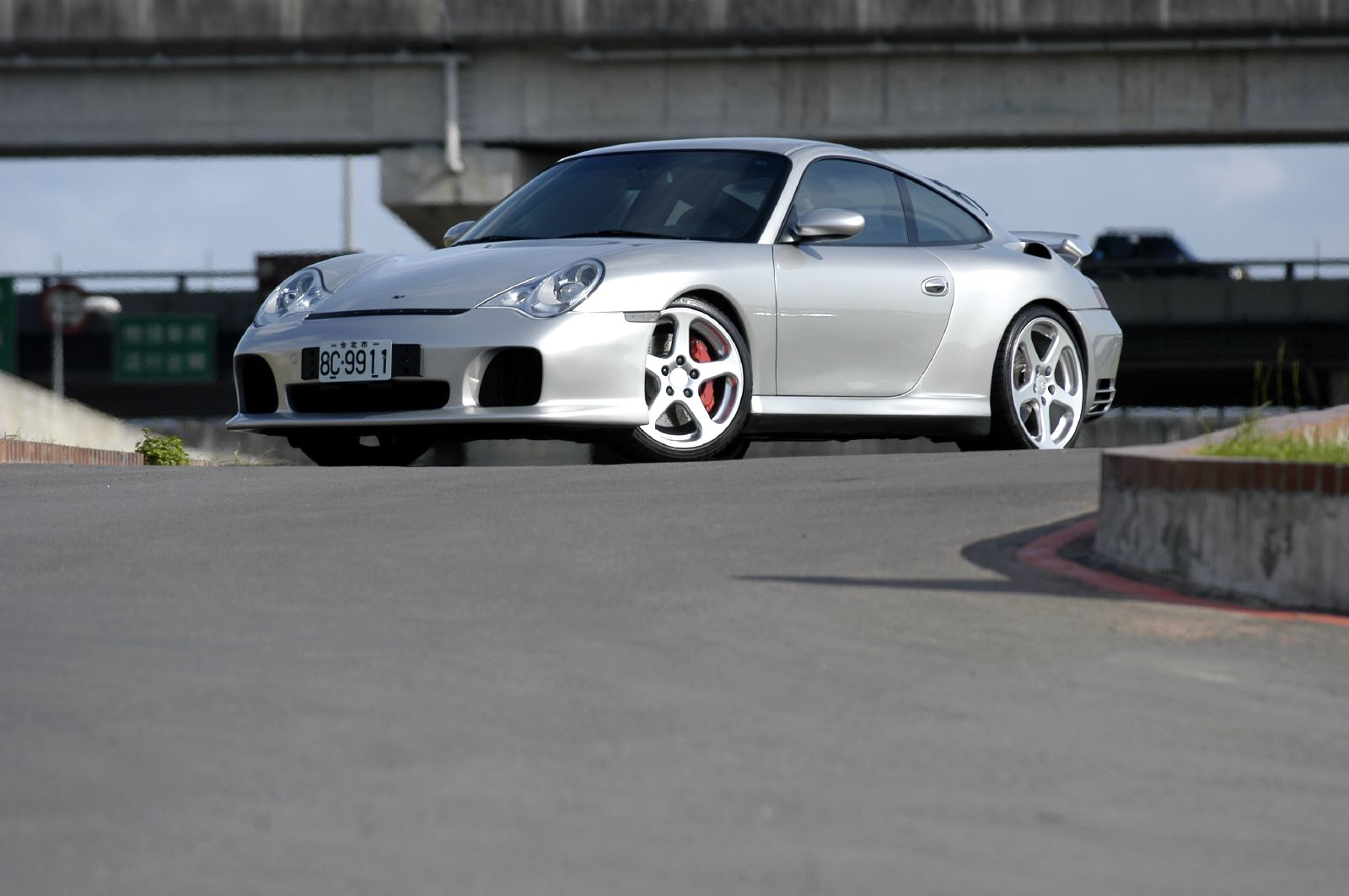
Una Ruf R Turbo

### R Turbo
La R Turbo era basta sulla Porsche 996 Turbo ed era dotata di un propulsore da 590 CV di potenza a cui erano stati potenziati sia i turbocompressori che il sistema di scarico.

### Rt 12

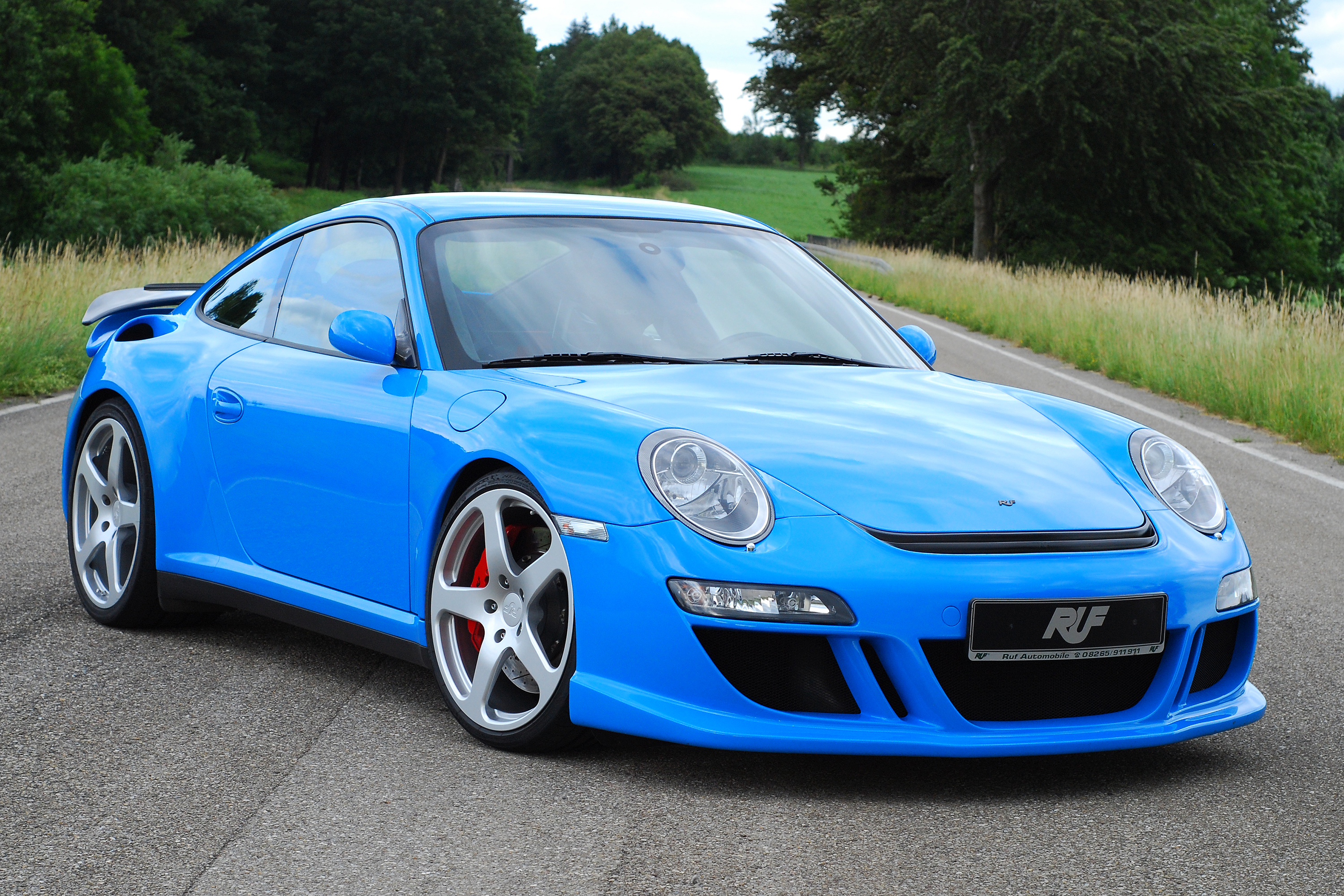
Una Ruf Rt 12

La Rt 12 venne presentata nel 2004 al salone automobilistico di Essen ed era basata sulla Porsche 997. Il propulsore twin-turbo era disponibile nelle versioni 3.6 (con potenza da 530 a 560 CV) e 3.8 (con potenza da 685 a 730 CV). Il corpo vettura è stato reso più aerodinamico e sono stati montati nuovi freni sportivi in aggiunta ad un sistema di sospensioni sviluppato dalla Ruf in collaborazione con l'azienda Öhlins. Così configurata la vettura può accelerare da 0 a 100 km/h in 3,2 secondi, con velocità massima di 365 km/h (per i modelli 3.8).

### 3400S
La 3400S era una Ruf basata sulla Porsche Boxster. Esteticamente presentava una sezione frontale ridisegnata per migliorare la penetrazione aerodinamica, mentre negli interni erano stati inseriti dei nuovi sedili sportivi. Meccanicamente l'impianto di scarico era stato potenziato mentre il propulsore era stato aggiornato per erogare 310 CV di potenza. Così configurata, la vettura accelerava da 0 a 100 km/h in 5 secondi, con velocità massima di 278 km/h.

### 3600S
La 3600S è la versione ulteriormente elaborata della 3400S basata sulla Porsche Boxster. Realizzata nel 2002, era dotata di un propulsore da 345 CV di potenza e 380 N m di coppia. Gestito da un cambio manuale a sei marce, il propulsore fa accelerare la vettura da 0 a 100 km/h in 4,8 secondi, con velocità massima di 286 km/h.

### Stormster
Nel 2009 la Ruf lanciò una versione modificata della Porsche Cayenne denominata Stormster. Tale mezzo si integrava nei suoi progetti di realizzazione di vetture Porsche alimentati con propulsori elettrici per dimostrarne la potenzialità nonostante l'impiego di motori non inquinanti. L'unità motrice era sviluppata in collaborazione con la Siemens ed erogava 357 CV di potenza. Le batterie al litio erano invece costruite dalla Li-Tec Battery GmbH e permettevano un'autonomia di 200 km. L'accelerazione da 0 a 100 km/h avveniva in 10 secondi, con velocità massima di 150 km/h. Esteticamente erano presenti nuovi cerchi Ruf 5 da 22" abbinati a pneumatici invernali Hankook di dimensioni 295/30 R 22 ed era presente un nuovo frontale ispirato alla Porsche 911.